# Lijst van voetbalinterlands China - Maleisië
Deze lijst van voetbalinterlands is een overzicht van alle officiële voetbalwedstrijden tussen de nationale teams van China en Maleisië. De landen speelden tot op heden zestien keer tegen elkaar. De eerste ontmoeting, een groepswedstrijd tijdens de Azië Cup 1976, werd gespeeld in Tabriz (Iran) op 7 juni 1976.  Het laatste duel, een vriendschappelijke wedstrijd, vond plaats op 9 september 2023 in Chengdu.

## Wedstrijden
| №  | Plaats       | Datum             | Competitie                 | Wedstrijd        | Uitslag |
| -- | ------------ | ----------------- | -------------------------- | ---------------- | ------- |
| 1  | Tabriz       | 7 juni 1976       | Azië Cup 1976              | China – Maleisië | 1 – 1   |
| 2  | Bangkok      | 20 december 1978  | Aziatische Spelen 1978     | China – Maleisië | 7 – 1   |
| 3  | Kuala Lumpur | 16 maart 1980     | Vriendschappelijk          | Maleisië − China | 3 − 1   |
| 4  | Bangkok      | 9 november 1980   | Vriendschappelijk          | China − Maleisië | 0 − 0   |
| 5  | Manilla      | 1 december 1980   | Vriendschappelijk          | Maleisië − China | 0 − 2   |
| 6  | New Delhi    | 20 november 1982  | Aziatische Spelen 1982     | China − Maleisië | 1 − 0   |
| 7  | Singapore    | 28 augustus 1986  | Vriendschappelijk          | China − Maleisië | 4 − 0   |
| 8  | Pokhara      | 4 december 1986   | Vriendschappelijk          | China − Maleisië | 3 − 0   |
| 9  | Singapore    | 23 april 1992     | Azië Cup 1992 kwalificatie | Maleisië − China | 0 − 4   |
| 10 | Shah Alam    | 25 februari 1997  | Vriendschappelijk          | Maleisië − China | 0 − 2   |
| 11 | Tianjin      | 9 juni 2004       | WK 2006 kwalificatie       | China − Maleisië | 4 − 0   |
| 12 | George Town  | 8 september 2004  | WK 2006 kwalificatie       | Maleisië − China | 0 − 1   |
| 13 | Kuala Lumpur | 10 juli 2007      | Azië Cup 2007              | Maleisië − China | 1 − 5   |
| 14 | Shah Alam    | 15 augustus 2009  | Vriendschappelijk          | Maleisië − China | 0 − 0   |
| 15 | Tianjin      | 10 september 2013 | Vriendschappelijk          | China − Maleisië | 2 − 0   |
| 16 | Chengdu      | 9 september 2023  | Vriendschappelijk          | China − Maleisië | 1 − 1   |

## Samenvatting
| Competitie            | Totaal gespeeld | Winst China | Gelijk | Winst Maleisië | Doelsaldo China – Maleisië |
| --------------------- | --------------- | ----------- | ------ | -------------- | -------------------------- |
| WK-kwalificatie       | 2               | 2           | 0      | 0              | 5 − 0                      |
| Azië Cup              | 2               | 1           | 1      | 0              | 6 − 2                      |
| Azië Cup-kwalificatie | 1               | 1           | 0      | 0              | 4 − 0                      |
| Aziatische Spelen     | 2               | 2           | 0      | 0              | 8 − 1                      |
| Vriendschappelijk     | 9               | 5           | 3      | 1              | 15 − 4                     |
| Totaal                | 16              | 11          | 4      | 1              | 38 – 7                     |

Wedstrijden bepaald door strafschoppen worden, in lijn met de FIFA, als een gelijkspel gerekend.